# سالیسبوری، ساوت استرالیا
سالیسبوری (به انگلیسی: Salisbury) یک حومه شهر در استرالیا است که در استرالیای جنوبی واقع شده‌است.